# Juan Zorrilla de San Martín
Juan Zorrilla de San Martín (Montevideo, 28 de diciembre de 1855-Montevideo, 3 de noviembre de 1931) fue un escritor, periodista, docente y diplomático uruguayo.

## Biografía
Nació en Montevideo el 28 de diciembre de 1855, hijo del español Juan Manuel Zorrilla de San Martín y de la uruguaya Alejandrina del Poso y Aragón, familia muy católica. Su madre falleció cuando el poeta tenía apenas un año y medio de vida. Fue criado con cariño y dedicación por su tía Juliana del Poso y Aragón, esposa de Martín García de Zúñiga.
Junto a su hermano Alejandro, en 1865 fue llevado por su padre a cursar sus estudios en el Colegio de la Inmaculada Concepción de Santa Fe, República Argentina. Entre 1867 y 1872 estudió en el Colegio de los Padres Bayoneses, en Montevideo, lugar en el que comenzó sus estudios universitarios. Se recibió de bachiller en Santa Fe en 1872. Entre 1874 y 1877 estudió en el Colegio de los Padres Jesuitas de Santiago de Chile hasta completar sus estudios como licenciado en Letras y Ciencias Políticas. En ese período colaboró en la redacción de La estrella de Chile y publicó Notas de un Himno. En Chile recibió la influencia de las lecturas románticas de José Zorrilla, José de Espronceda y sobre todo, Gustavo Adolfo Bécquer.
En 1907 el gobierno uruguayo le encargó la creación de un ensayo histórico sobre la figura de José Gervasio Artigas, que tendría la finalidad de aportar datos a los artistas interesados en presentarse en un concurso de creación de una escultura al prócer. Dicho ensayo fue editado finalmente en 1910 y se tituló La epopeya de Artigas.

## Matrimonios y descendencia
En primeras nupcias se casó con Elvira Blanco Sienra, hija de Juan Ildefonso Blanco y nieta del constituyente Juan Benito Blanco, con quien tuvo seis hijos: María Antonia, Alejandro María, Juan Carlos Modesto, Gerardo Luciano, Elvira Anselma y Rafael Vicente.
A pocos años de la muerte de ésta, contrajo enlace con su hermana, Concepción Blanco Sienra, quien le diera diez hijos: Rafael María, José Luis, Martín, Antonio Gabriel, Ignacio Juan Francisco, Francisco, Alfonso María, Juan León, Pedro de Alcántara, Concepción Elvira y Agustín Felipe.

Sepelio de Juan Zorrilla de San Martín.

Uno de sus hijos fue el escultor José Luis Zorrilla de San Martín, quien en 1921 dirigiera la última transformación de su casa del barrio montevideano de Punta Carretas, diseñando el actual comedor con la chimenea que lleva labrado en su parte superior el escudo de los Zorrilla de San Martín, donde figura el lema “Velar se debe la vida de tal suerte que viva quede en la muerte”. Entre sus descendientes se encuentran el exdiputado por San José y ex embajador Alejandro Zorrilla de San Martín, la actriz China Zorrilla, la vestuarista Guma Zorrilla, los pintores Alfredo Zorrilla, Enrique Zorrilla de San Martín y Miguel Herrera Zorrilla y el escritor Enrique Estrázulas, entre otros.

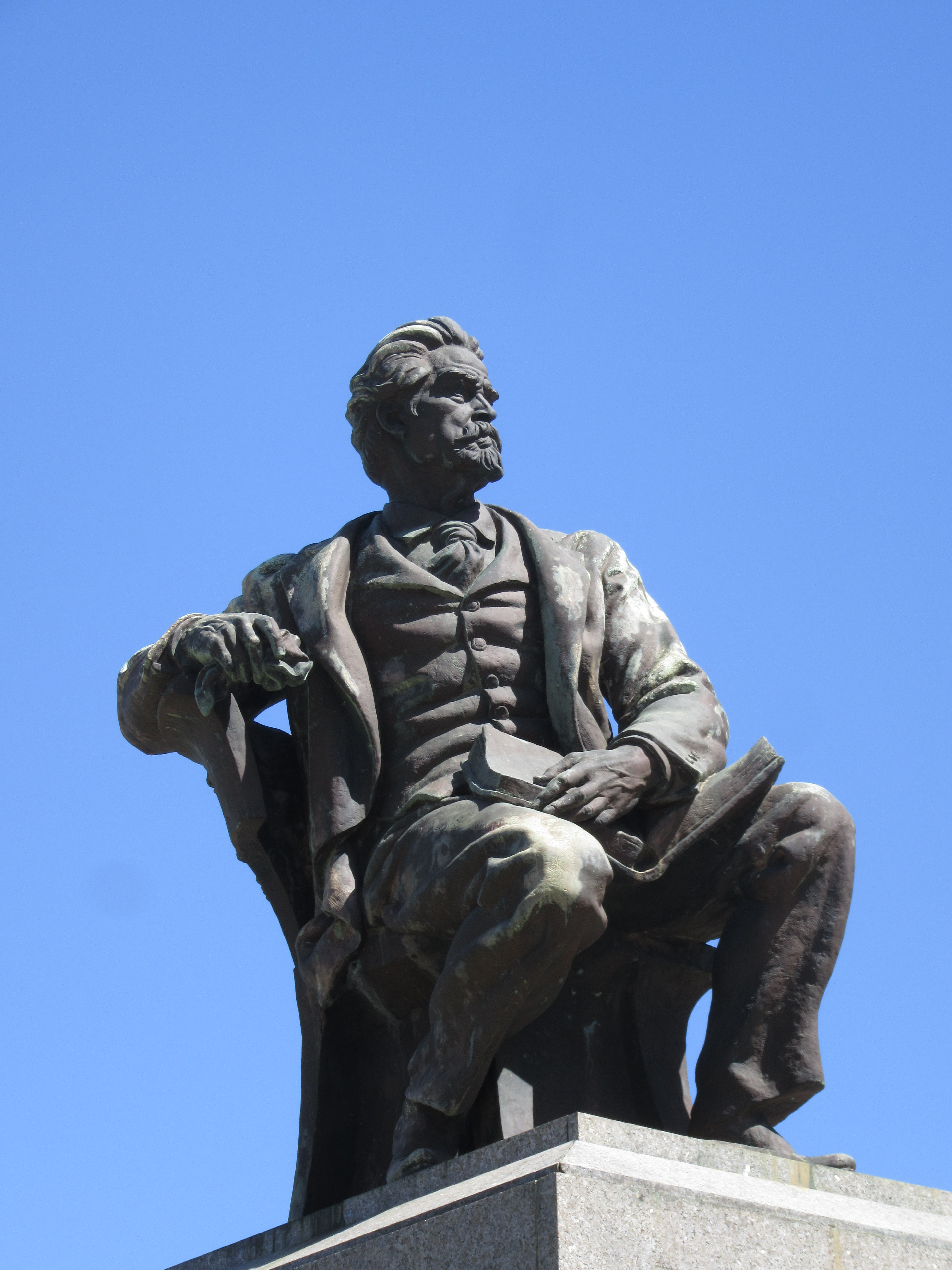
Escultura de Juan Zorrilla de San Martín en Punta Carretas, por su hijo José Luis Zorrilla de San Martín.

## Trayectoria
Entre sus actividades, se destacó como:
- Magistrado. Se desempeñó como Juez Letrado Departamental de Montevideo.
- Político. Fue elegido diputado por Montevideo (1888-1891). Fue un activista católico y promovió la creación de la Unión Cívica del Uruguay.
- Periodista. Fundador del diario El Bien Público.
- Diplomático. Ocupó las representaciones diplomáticas frente a España —país donde nació su hijo José Luis Zorrilla de San Martín—, Francia y el Vaticano.[1]
- Docente. Ocupó diversas cátedras en la Universidad de la República (Literatura, Derecho Internacional Público y Teoría del Arte).

El 18 de agosto de 1935 se declaró su casa como museo por el Parlamento uruguayo a través de la ley 9595.

### Escultura
- Cruz del Cerro Pan de Azúcar en Maldonado, Uruguay. Cruz de cemento de 35 m de altura construida en 1933, concebida por Zorrilla de San Martín y el padre Engels Walters.

### Poemas

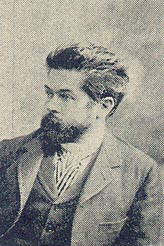
Juan Zorrilla de San Martín hacia la década de 1890.

- Notas de un himno (1877)
- La leyenda patria (1879)
- Tabaré (1888)
- La epopeya de Artigas (1910)
- Rimas y leyendas
  - El ángel de los charrúas
  - Imposible
  - Odio y amor
  - Siemprevivas
  - Tu y yo
  - Himno al árbol
  - Vestales

### Ensayos
- Discurso de La Rábida (1892)
- Resonancia del camino (1896)
- Huerto cerrado (1900)
- Conferencias y discursos (1905),
- Detalles de la historia rioplatense (1917)
- El sermón de la paz (1924)
- El libro de Ruth (1928)
- Ituzaingó
- Artigas

## Distinciones
- Caballero gran cruz de la Orden de Isabel la Católica[1]
- Comendador de la Legión de Honor[1]
- Caballero gran cruz de la Orden de Carlos III[1]
- Su efigie circula en el billete de 20 pesos uruguayos.

## Óperas basadas en sus obras
- Tabaré, ópera de Alfonso Broqua.
- Tabaré, ópera de Arturo Cosgaya Ceballos.
- Tabaré, ópera de Heliodoro Oseguera.
- Tabaré, ópera de Tomás Bretón.
- Tabaré (1923), ópera de Alfredo Luis Schiuma, estrenada en 1925 en el Teatro Colón de Buenos Aires.

## Museo Zorrilla

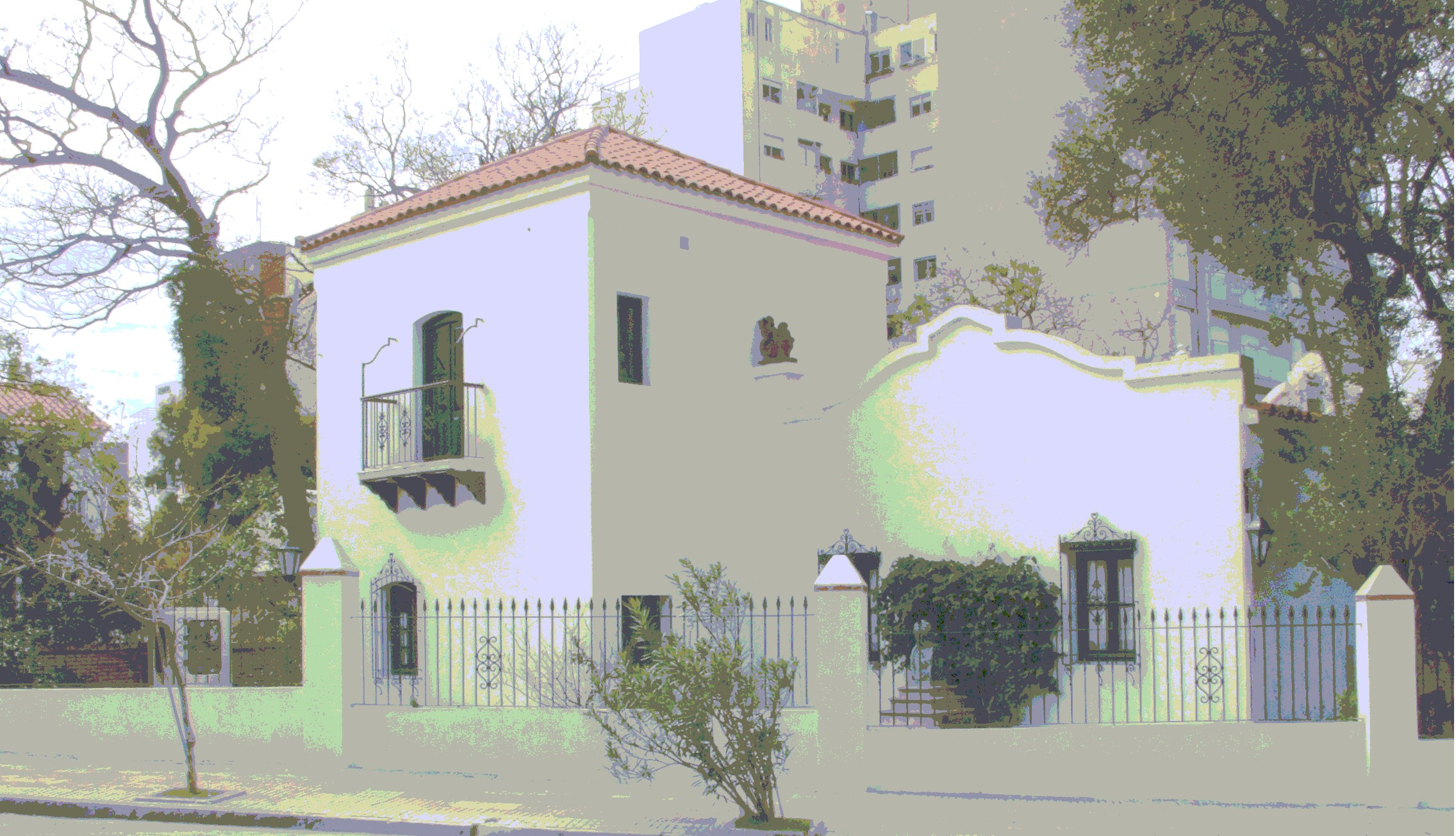
Museo Zorrilla en 2006.

La casa de veraneo de Zorrilla, ubicada en el barrio montevideano de Punta Carretas sobre las calles Zorrilla de San Martín y la Rambla Mahatma Gandhi, es actualmente un museo, llamado Museo Zorrilla. 
Comenzó a construirse en 1904, en una zona entonces despoblada. En 1921 se hizo una ampliación dirigida por su hijo, el escultor José Luis Zorrilla de San Martín, quien diseñó el comedor con la chimenea que lleva labrado en su parte superior el escudo de los Zorrilla de San Martín, donde figura el lema “Velar se debe la vida de tal suerte que viva quede en la muerte”.
En 1936 la casa pasó a ser propiedad del estado. En 1942 se transformó en museo dependiente del Ministerio de Educación y Cultura como "Museo y Escuela Cívica Juan Zorrilla de San Martín", formando parte de una de las casas históricas pertenecientes al Museo Histórico Nacional de Uruguay.
De 1995 a 2013 el museo fue administrado por la Comisión de Amigos del Museo Zorrilla, que recuperó el lugar y construyó una moderna sala donde se realizan exposiciones y eventos culturales. Actualmente el mismo integra el Sistema Nacional de Museos de Uruguay.
Decía Zorrilla: «Toda mi vida está entre estas cuatro paredes, aquí están mis recuerdos de familia y el fruto de mis esfuerzos».
Material en Audio, grabado en Disco de Vinilo por la empresa "Portland":
Audio de la Leyenda Patria, registro realizado en Archive.org siendo material invaluable, su propia voz en audio indestructible.